# Duntzenheim
Duntzenheim é uma comuna francesa na região administrativa de Grande Leste, no departamento Baixo Reno. Estende-se por uma área de 6,23 km². Em 2010 a comuna tinha 650 habitantes (densidade: 104,3 hab./km²).